# Campeonato Gaúcho de Futebol de 1991 - Série A
O Campeonato Gaúcho de Futebol de 1991 foi 71ª edição da competição no Estado do Rio Grande do Sul. A disputa deveria ter sido realizada por 14 clubes, mas era um ano de eleições na Federação Gaúcha de Futebol. Para garantir a eleição de seu sucessor o então presidente Rubens Hofmeister, criou torneios que deram acesso a mais clubes na primeira divisão. O campeonato teve um aumento para 20. Com isso o candidato do presidente Emidio Perondi foi eleito. A disputa teve seu início em 11 de agosto e o término em 15 de dezembro de 1991. O campeão deste ano foi o Internacional.

## Participantes
| - Aimoré (São Leopoldo)23ª - Brasil (Pelotas)36ª - Caxias (Caxias do Sul)30ª - Dínamo (Santa Rosa)1ª - Esportivo (Bento Gonçalves)21ª - Glória (Vacaria)3ª - Grêmio (Porto Alegre)49ª - Guarani (Venâncio Aires)1ª - Guarany (Cruz Alta)5ª - Internacional (Porto Alegre)47ª | - Juventude (Caxias do Sul)29ª - Lajeadense (Lajeado)9ª - Novo Hamburgo (Novo hamburgo)46ª - Passo Fundo (Passo Fundo)13ª - Pelotas (Pelotas)35ª - Santa Cruz (Santa Cruz do Sul)22ª - São Luiz (Ijuí)5ª - São Paulo (Rio Grande)19ª - Ta-Gua (Getúlio Vargas)1ª - Ypiranga (Erechim)12ª |

Nota: Foram classificados da Copa Cidade de Porto Alegre - Aimoré, Brasil, Novo Hamburgo e São Paulo. Foram classificados da Copa Aneron Corrêa de Oliveira - Dínamo e Ta-Guá.

## Segunda fase
| Classificação | Classificação     | Classificação | Classificação | Classificação | Classificação | Classificação | Classificação | Classificação | Classificação |
| Time | Time              | PG            | J             | V             | E             | D             | GP            | GC            | SG            |
| --- | ----------------- | ------------- | ------------- | ------------- | ------------- | ------------- | ------------- | ------------- | ------------- |
| 1 | Internacional     | 10            | 6             | 4             | 2             | 0             | 9             | 4             | 5             |
| 2 | Juventude         | 9             | 6             | 4             | 1             | 1             | 8             | 4             | 4             |
| 3 | Brasil de Pelotas | 4             | 6             | 1             | 2             | 3             | 6             | 5             | 1             |
| 4 | Guarani-VA        | 1             | 6             | 0             | 1             | 5             | 3             | 13            | -10           |
| PG – Pontos ganhos; J – Jogos; V - Vitórias; E - Empates; D - Derrotas; GP – Gols pró; GC – Gols contra; SG – Saldo de gols |                   |               |               |               |               |               |               |               |               |

|  |           |
|  | Finalista |

| Classificação | Classificação | Classificação | Classificação | Classificação | Classificação | Classificação | Classificação | Classificação | Classificação |
| Time | Time          | PG            | J             | V             | E             | D             | GP            | GC            | SG            |
| --- | ------------- | ------------- | ------------- | ------------- | ------------- | ------------- | ------------- | ------------- | ------------- |
| 1 | Grêmio        | 9             | 6             | 4             | 1             | 1             | 13            | 5             | 8             |
| 2 | Lajeadense    | 6             | 6             | 3             | 0             | 3             | 8             | 11            | -3            |
| 3 | Glória        | 5             | 6             | 1             | 3             | 2             | 6             | 6             | 0             |
| 4 | São Luiz      | 4             | 6             | 1             | 2             | 3             | 5             | 10            | -5            |
| PG – Pontos ganhos; J – Jogos; V - Vitórias; E - Empates; D - Derrotas; GP – Gols pró; GC – Gols contra; SG – Saldo de gols |               |               |               |               |               |               |               |               |               |

|  |           |
|  | Finalista |

## Final
| 1 de dezembro | Grêmio | 0 — 1 | Internacional  | Estádio Olímpico Monumental |
|               |        |       | 77' Alex Rossi |                             |

| 8 de dezembro | Internacional | 0 — 2 | Grêmio               | Estádio Beira-Rio |
|               |               |       | 48' Lira · 87' Assis |                   |

| 15 de dezembro | Internacional | 0 — 0 | Grêmio | Estádio Beira-Rio |
|                |               |       |        | Público: 39,168   |

Nota: O regulamento previa que se os clubes acabassem iguais em pontos nos jogos finais a equipe de melhor campanha seria declarada a campeã.

## Campeão
| Campeonato Gaúcho de 1991          |
| ---------------------------------- |
| INTERNACIONAL Campeão (30º título) |

## Artilheiro
- 17 gols: Gélson (Lajeadense)

## Segunda Divisão
Campeão: Internacional (Santa Maria)
Vice-Campeão: Grêmio Santanense (Santana do Livramento)